# Грибановка (Омська область)
Грибановка (рос. Грибановка) — присілок у Мар'яновському районі Омської області Російської Федерації.
Належить до муніципального утворення Грибановське сільське поселення. Населення становить 52 особи.

## Історія
Згідно із законом від 30 липня 2004 року органом місцевого самоврядування є Грибановське сільське поселення.

## Населення
| 1920 | 1926 | 1970 | 1979 | 1989 | 2010 |
| ---- | ---- | ---- | ---- | ---- | ---- |
| 132  | ↗274 | ↘258 | ↘188 | ↘139 | ↘52  |